# Jacques Lagarde
Jacques Lagarde (1900 — 1968) foi um médico e alpinista francês. Figura entre as grandes personalidades do alpinismo da França durante o período entre-guerras

## Biografia
Médico de profissão, segundo os seus dizeres, trabalha para poder fazer alpinismo, e a sua carreira de alpinismo estende-se de  1923 a 1938 durante o período das ultimas grandes conquistas dos Alpes.
Vice-presidente do Groupe de haute montagne (GHM) em 1931, grupo que havia sido criado por Jacques Lagarde, Paul Chevalier e Paul Job  em 1919, também foi o redactor-chefe da Revue alpine, e com Lucien Devies participou à redacção do; Guia Vallot.

## Homenagem
Um cume do Mont Dolent  celebra o seu nome; a Pointe Lagarde (3 572 m), que conquistou a 5 de Agosto de 1924 com Pierre Dalloz, Jacques de Lépiney e Henry de Ségogne.

## Ascensões
- 1924 - Face Norte da Aiguille du Plan com Jacques de Lépiney e Henry de Ségogne; 10 e 11 Ago.
- 1925 - Corredor N-O do Pic Sans Nom  no Massif des Écrins com Pierre Dalloz, Henry de Ségogne, George e Jean Vernet;  11 Jul.
- 1925 - Aiguille des Grands Montets, com Pierre Dalloz e Henry de Ségogne; 9 e 10 Ago.
- 1926 - Corredor Lagarde-Ségogne na face Norte da Aiguille du Plan com Henry de Ségogne; 24 e 25 Jul.
- 1930 - Face Norte de Les Droites com Bobi Arsandaux; 31 Jul.
- 1931 - Vertente Macugnaga da [Pointe Gnifetti]] no Mont Rose com Lucien Devies; 17 Jul.
- 1932 - Face Norte do Grand Cornier com Lucien Devies;  8 Ago.